# NGC 99
NGC 99 ist eine Spiralgalaxie vom Hubble-Typ Sc/P im Sternbild Fische auf der Ekliptik. Sie ist schätzungsweise 243 Millionen Lichtjahre von der Milchstraße entfernt und hat einen Durchmesser von etwa 75.000 Lj.
Im selben Himmelsareal befindet sich u. a. die Galaxie NGC 100.
Das Objekt wurde am 8. Oktober 1883 von dem französischen Astronomen Édouard Jean-Marie Stephan entdeckt.